# Zmarli w roku 1858
Lista osób zmarłych w 1858:

## styczeń 1858
- 28 stycznia:
  - Wawrzyniec Wang Bing, chiński męczennik, święty katolicki[1]
  - Hieronim Lu Tingmei, chiński męczennik, święty katolicki[2]
  - Agata Lin Zhao, chińska męczennica, święta katolicka[3]
- 30 stycznia – Coenraad Jacob Temminck, holenderski zoolog i arystokrata[4]

## marzec 1858
- 21 marca – Benedykta Cambiagio Frassinelli, włoska zakonnica, założycielka Benedyktynek od Opatrzności, święta katolicka[5]

## kwiecień 1858
- 28 kwietnia – Johannes Peter Müller, niemiecki przyrodnik, fizjolog, anatom i zoolog[6]

## czerwiec 1858
- 10 czerwca – Robert Brown, brytyjski botanik[7]
  - 14 czerwca – Zygmunt Kurnatowski, generał dywizji armii Królestwa Polskiego[8]

## lipiec 1858
- 20 lipca – Józef María Díaz Sanjurjo, hiszpański dominikanin, misjonarz, biskup, męczennik, święty katolicki[9]
- 28 lipca – Józef Sampedro, hiszpański dominikanin, misjonarz, biskup, męczennik, święty katolicki[10]

## wrzesień 1858
- 5 września – Amelia Załuska, kompozytorka, poetka, malarka, współzałożycielka (wraz z mężem Karolem Załuskim) uzdrowiska Iwonicz-Zdrój[11]

## październik 1858
- 6 października – Franciszek Trần Văn Trung, wietnamski męczennik, święty katolicki[12]
- 12 października – Hiroshige Andō, japoński malarz[13]

## listopad 1858
- 5 listopada – Dominik Hà Trọng Mậu, wietnamski dominikanin, męczennik, święty katolicki[14]
- 12 listopada – Alojzy II, książę Liechtensteinu[15]
- 17 listopada – Robert Owen, walijski działacz socjalistyczny, pionier ruchu spółdzielczego[16]
- 24 listopada – Wincenty Krasiński, hrabia, ordynat opinogórski, polski generał w czasie wojen napoleońskich[17]

## grudzień 1858
- 9 grudnia – Robert Baldwin, kanadyjski prawnik, polityk i reformator[18]
- 14 grudnia – Nimatullah al-Hardini, libański zakonnik, święty katolicki[19]